# Assassin's Creed Shadows
Assassin's Creed Shadows — відеогра в жанрі рольового бойовика, розроблена Ubisoft Québec і видана Ubisoft. Вона є чотирнадцятою основною частиною в серії Assassin's Creed і наступницею Mirage (2023), а також першою грою сервісу Assassin's Creed Infinity, що об'єднуватиме проєкти серії. Сюжетна історія розгортається в Японії XVI століття, наприкінці періоду Сенґоку, та оповідає про тисячолітню боротьбу Братства асасинів, які борються за мир і свободу, з Орденом тамплієрів, які прагнуть до миру через контроль. Ігровий процес має управління від третьої особи, через яке гравець контролює сінобі Наое та самурая Ясуке, натхненного однойменною історичною постаттю. Гра створена на основі ігрового рушія Ubisoft Anvil. Assassin's Creed Shadows випущена для Amazon Luna, macOS, Microsoft Windows, PlayStation 5 та Xbox Series X/S 20 березня 2025 року.

## Ігровий процес
Assassin's Creed Shadows є рольовим бойовиком від третьої особи з елементами стелсу. Гравець може перемикатися між шінобі Наое й самураєм Ясуке, виконуючи різноманітні місії в центральній Японії XVI століття. Ігровий світ за розміром подібний до Assassin's Creed Origins. Залежно від обраного персонажа, гравець використовує таку зброю, як катана, канабо, ярі, сюрікени, кунай і кусарігама. Наое також користується традиційним для серії прихованим клинком і мотузкою з гаком, щоб зачіплятися за віддалені предмети та підтягуватися до них. Shadows має низку нововведень, наприклад, можливість повзати в лежачій позі. Гру можна проходити більш мирним шляхом, не вбиваючи, а приголомшуючи частину ворогів.
В ігровому світі враховується зміна дня та ночі, а також світло й тінь, що дозволяє головним героям приховуватися від ворогів. Світломір на інтерфейсі показує, наскільки добре їх бачать інші персонажі. Серед NPC з'явилися слуги, котрі займають проміжне місце між цивільними та ворогами. Хоча вони не можуть битися, вони можуть викликати підкріплення та підняти тривогу, а вночі носять ліхтарі. Зміна пір року відбувається динамічно, а місії нелінійні, що дає змогу виконувати їх у довільній послідовності. Наприклад, навесні та влітку можна сховатися в траві чи в кущах. Пізніше, восени та взимку, ці схованки зникають, але видимість погіршує дощ і туман. У холодну пору вороги зосереджуються біля вогнищ, тому їх можна обійти; водойми замерзають, дозволяючи ходити по басейнах і ставках; падіння зачеплених бурульок здатне викрити присутність героїв. На відміну від попередніх ігор серії, точки огляду в Shadows не позначають цілі на мапі, а слугують для сканування місцевості в пошуках доступних активностей.
Багато об'єктів руйновані: кущі можна розрубати, горщики розбити тощо. Витративши час на використання конкретної зброї, персонаж покращує свої навички користування з нею. Ясуке та Наое мають окремі дерева навичок та спорядження, але поділяють спільний досвід, зібрану зброю та ресурси.

## Сюжет
Дія Assassin's Creed Shadows розгортається в Японії та починається в 1579 році, під час періоду Адзуті-Момояма, завершального етапу періоду Сенґоку — часу запеклої громадянської війни в країні. У грі представлений розквіт могутності Оди Нобунаґи, який здобув перемогу над родом Такеда за допомогою вогнепальної зброї — аркебузи. Серед ключових історичних подій гри — напад Нобунаґи на провінцію Іґа в 1581 році. Локації гри охоплюють центральну частину Японії, включно з Кіото, Кобе, Осакою та провінцією Іґа.
У 1581 році до Кіото прибуває делегація єзуїтів, щоб домовитися з Одою Нобунаґаю про безпечний проїзд через Японію. Нобунаґа помічає їхнього темношкірого слугу Діоґо та погоджується за умови, що Діоґо дадуть йому для служби воїном. Отримавши нове ім'я Ясуке, Діоґо супроводжує Нобунаґу під час його нападу на провінцію Іґа. Під час бою шинобі Фуджібашсі Наое отримує від свого батька Нагато прихований клинок і завдання викрасти скриньку, сховану в сусідньому кофуні. Однак скриньку викрадає група самураїв у масках під назвою «Шінбакуфу», залишаючи Нагато смертельно пораненим.
Одужавши від ран, Наое шукає допомоги у своєї давньої подруги Томіко. Вона дозволяє Наое використовувати її ферму як базу для збору припасів і союзників, і радить прямувати до міста Сакай у пошуках Шінбакуфу. Прибувши туди, Наое збирає союзників, вистежує двох Шінбакуфу та вбиває їх. Потім до неї звертається Акечі Міцухіде, який просить допомогти йому вбити Нобунаґу, який командує Шінбакуфу. За допомогою Міцухіде Наое проникає до храму Хонноджі та атакує Нобунаґу, але на заваді їй стає Ясуке. Нобунаґа стверджує, що Міцухіде збрехав Наое про його стосунок до Шінбакуфу. Наое покидає храм, а Нобунаґа вкорочує собі віку шляхом сепуку, залишаючи Ясуке роніном.
Наое та Ясуке об'єднуються, щоб помститися Міцухіде. Вони вважають, що знайдуть кривдника в замку Катано. Потім Ясуке каже Наое, що хоче приєднатися до її справи, аби мати нову мету. Він розповідає, що правитель Іґи, Момочі Сандаю, також мав прихований клинок і перед смертю доручив Ясуке допомогти Наое, якщо він знайде її. Один із послідовників Наое, Джунджіро, відмовляє її від убивства Ясуке, зазначаючи, що він сам пробачив Наое, яка вбила його батька, учасника Шінбакуфу. Наое та Ясуке продовжують свої пошуки, щоб вистежити та вбити більше Шінбакуфу. Їм вдається зустрітися з Хатторі Ханзо та Токугавою Іеясу. Ханзо відмовляє Наое від пошуків скриньки як надто небезпечної. Однак, побачивши, що Наое не відступиться, Ханзо доручає їй відправитися до кофуну в Сетцу, щоб дізнатися правду про її загиблих батьків. Там вона знаходить схованку асасинів і записи про те, що вони, після низки невдач у Європі, вирушили до Японії та почали набирати там нових учасників під виглядом проповідування християнства.
Зрештою Наое та Ясуке вдається вбити всіх Шінбакуфу, крім самого Міцухіде. Вони прямують до замку Шорюдзі, де Міцухіде обложений Хашібою Хідейоші, і приєднуються до армії Хідейоші. Вони планують першими дістатися до Міцухіде, щоб знайти скриньку. Вони перемагають Міцухіде, але виявляється, що справжнім лідером Шінбакуфу є Асікага Йошіакі, який і володіє скринькою. Наое вбиває Міцухіде, щоб помститися за батька. Хідейоші заявляє про перемогу та обіцяє реформувати Японію, а Наое попереджає, що якщо він не дотримається обіцянки, то зазнає гніву асасинів.
Потім Наое та Ясуке знаходять Йошіакі, який здається і пропонує обміняти коштовний камінь зі скриньки та інформацію про асасинів на своє життя. Він розповідає, що учасника Ордена тамплієрів, якого шукає Ясуке, Дуарте де Мело, можна знайти в Порт-Обамі. Ясуке вкаже, що Нобунаґа залишив свій слід в історії, а про Йошіакі забудуть.
Наое їде до Ямато, де багато років тому японським ассасинам на чолі з Цую було доручено захистити три імператорські регалії. На асасинів раптово напали сили Шінбакуфу та вбили їх, викравши дві імператорські регалії. В живих лишилися Нагато, Цую та Сандаю. Цую пішов, щоб повернути вкрадені імператорські регалії, але так і не повернувся. Наое знаходить першу схованку асасинів і дві імперські регалії, до яких повертає коштовний камінь.
Ханзо прибуває, щоб повернути Дзеркало, яке Іеясу відібрав у тамплієрів. Ханзо визнає, що зрадив асасинів через заздрість до того, що Цую вибрав Нагато замість нього, відкривши розташування імператорських регалій Шінбакуфу. Наое перемагає Ханзо в битві та переконує його, що єдиний спосіб заробити спокутати вину — це приєднатися до асасинів і допомогти їй відшукати Цую.
Ясуке вистежує Дуарте, який виявляється работорговцем, причетним до минулого Ясуке. Ясуке вбиває Дуарте і починає пошуки Нуно Каро, лідера Ордена тамплієрів у Японії. Він стикається з Нуно і розповідає, що багато років тому він і його мати були рабами на борту корабля Нуно. Нуно стратив матір Ясуке за підозру в шпигунстві та збирався також стратити Ясуке, коли втрутився асасин та пожертвував собою, щоб виграти Ясуке час на втечу. Потім Ясуке нападає на Нуно і вбиває його, незважаючи на попередження, що його смерть буде оголошенням війни тамплієрам.

## Розробка й випуск
Assassin's Creed Shadows розробляється студією Ubisoft Québec, яка допомагала з розробкою багатьох частин серії Assassin's Creed, а також була головним розробником Syndicate (2015) та Odyssey (2018). Крім Ubisoft Québec до виробництва долучено понад десяти інших студій Ubisoft, які виконують додаткову розробку. Компанія збільшила тривалість циклу розробки ігор серії, яка раніше становила близько трьох років, щоб уникнути кранчів та підвищити технічний рівень проєктів. Також Ubisoft вважала, що це дасть змогу детальніше проаналізувати відгуки гравців на етапі розробки. Джонатан Дюмон, креативний директор Shadows, раніше обіймав цю ж посаду під час розробки Odyssey. За словами виконавчий продюсер Марка-Алексіса Коте, Ubisoft довгий час хотіла створити Assassin's Creed з японським сетингом, але вважала, що її студіям бракувало досвіду для того, щоби «підійти до цієї культури, яка дуже відрізняється від нашої власної». Він додав, що Shadows матиме відкритий світ і рольові елементи, тоді як підхід до реалізації цих аспектів стане основою для майбутніх подібних частин Assassin's Creed. Ubisoft Montréal використовує ігровий рушій Anvil для розробки Shadows. Певний час виробництво проєкту відбувалася під робочою назвою Codename Red.
Гра була анонсована 10 вересня 2022 року під час події Ubisoft Forward, у рамках якої було випущено тизер-трейлер та представлено промофото. Задовго до офіційного анонсу, ігрові видання час від часу повідомляли про непідтверджені чутки та концепт-арти, що стосувалися розробки Assassin's Creed з японським сетингом; журналіст Джефф Ґрабб розповів про існування проєкту в липні 2022 року, тоді як кілька інших написали про його представлення за кілька днів до анонсу. У травні 2024 року Ubisoft повідомила офіційну назву гри та випустила дебютний трейлер. Того ж місяця було анонсовано два спеціальних видання, що містять сезонний пропуск, який поміж іншого надає доступ до двох майбутніх доповнень. Одне з видань також має набори зі спорядженням та косметичними предметами. Деякі компанії, як-от Amazon і Walmart, представили ексклюзивні видання з додатковим контентом, а GameStop анонсувала колекційне видання з артбуком та іншими фізичними предметами. Водночас було відкрито передзамовлення, яке надає доступ до бонусної місії та доступом до гри за кілька днів до офіційного випуску. Assassin's Creed Shadows буде випущена 15 листопада 2024 року для Amazon Luna, macOS, Microsoft Windows, PlayStation 5 та Xbox Series X/S. Вона стане першою грою в сервісі Infinity, який об'єднуватиме проєкти Assassin's Creed.
На початку липня 2024 року виявилося, що розробники без дозволу використали в грі прапор спілки історичної реконструкції. Ubisoft вибачилася за використання прапора в двох рекламних матеріалах без попереднього запиту. Прапор проте лишився в уже надрукованому артбуці до гри.
Ubisoft перенесла випуск гри 25 вересня 2024 року. Нова дата — 14 лютого 2025 року. Також розробники скасували онлайн-презентацію на Tokyo Game Show, яка мала розпочатися 26 вересня.

## Сприйняття
| Агрегатор  | Оцінка                                 |
| ---------- | -------------------------------------- |
| Metacritic | (PC) 78/100 (PS5) 81/100 (XSXS) 85/100 |
| OpenCritic | 83%                                    |

| Видання               | Оцінка |
| --------------------- | ------ |
| Digital Trends        | 3.5/5  |
| Eurogamer             | 4/5    |
| GameSpot              | 8/10   |
| GamesRadar+           | 4/5    |
| Hardcore Gamer        | 3.5/5  |
| IGN                   | 8/10   |
| NME                   | 5/5    |
| PC Gamer (США)        | 80/100 |
| PCGamesN              | 6/10   |
| Push Square           | 8/10   |
| Shacknews             | 8/10   |
| The Guardian          | 4/5    |
| Video Games Chronicle | 4/5    |
| VG247                 | 5/5    |

Assassin's Creed Shadows отримала «загалом схвальні» відгуки від критиків, згідно з вебсайтом-агрегатором оглядів Metacritic.
У першу добу після виходу в Assassin's Creed Shadows зіграли понад 1 млн людей.
Том Філіпс на сайті Eurogamer підсумував, що загалом Shadows найбільш відокремлена у франшизі гра на сьогоднішній день. Вона цілком зосереджена на Японії та вільна від будь-яких персонажів з інших ігор чи епізодів з сучасності (за винятком меню Animus Hub). Середня частина гри не така цікава, як початок і кінець, де розкриваються особисті історії Наое та Ясуке, хоча їм бракує глибини. Критик похвалив можливості налаштувань гри для людей з особливими потребами та змогу вмикати/вимикати натуралістичні деталі насилля.
Згідно з Джорданом Рамі, який написав рецензію для GameSpot, грання за Наое більше відповідає основам серії Assassin's Creed, ніж за Ясуке. Здебільшого її рухи «плавні та приємні», тоді як Ясуке — «незграбний бевзь». Проблеми з Ясуке походять від його вигаданої самурайської історії, недостатньо добре поєднаної з історією Наое. Найкраще написане в Shadows саме місце дії, проте ігор про давню Японію вже було багато, то це не так оригінально, як Origins, Odyssey і Valhalla.
Джаррет Ґрін на IGN також погодився, що обоє головних героїв мають унікальні стилі гри, які доповнюють одне одного, але в підсумку невидимість і розвідницькі навички шінобі набагато краще пасують серії, ніж груба сила самурая. Shadows робить великий крок назад у доборі спорядження, порівняно з Valhalla та Mirage. В грі забагато предметів, які дають надто мало користі, хоча бої загалом складніші, ніж у попередніх іграх. Вороги часто згуртовані, мають потужну броню та відбивають атаки. Це вимагає продуманого застосування різноманітних здібностей, але їх розвиток спонукає більше подорожувати Японією та шукати побічні завдання.
Ендрю Браун на GamesRadar зробив висновок, що світ Assassin's Creed Shadows найживіший у серії. Більшість цілей приховані, і замість точного місцезнаходження потрібно шукати підказки, надіслати розвідників, або шукати самостійно. Розвиток навичок органічно інтегрований у довкілля: героям потрібно виконувати побічні завдання, розкидані по всій Японії — від тренування в стрільбі з лука до відвідування святинь. Однак, сюжетні лінії Наое та Ясуке доволі автономні й погано складаються в цілісну оповідь. Відкритий фінал лишає відчуття, що гравцям нав'язується придбання майбутнього доповнення.

### Суперечності
Після випуску прем'єрного трейлера деякі шанувальники серії розкритикували вибір Ubisoft помістити сюжет у Японії з головним героєм, темношкірим самураєм Ясуке. Вони зазначили, що такий вибір є історичним ревізіонізмом, оскільки Ясуке був зброєносцем, а не самураєм. Інші фанати припустили, що критика темношкірого головного героя була вмотивована расизмом. Разом з обуренням Метт Кім з IGN похвалив вибір Ясуке на місце протагоніста, бо той був відомою історичною постаттю. У відповідь на історичні невідповідності понад 80 тис. осіб підписали петицію за скасування Assassin's Creed Shadows, називаючи гру «серйозною образою японської культури та історії».
19 березня 2025, Шигеру Ішіба, прем'єр-міністр Японії, розкритикував Assassin's Creed Shadows під час офіційного засідання уряду за те, що в грі можна знищувати реліквії, розташовані в храмах, які зображають реальні святині. Офіційні представники храмів також були стурбовані цим як зневагою національної культури. Ubisoft наступного дня випустила оновлення, що робить осквернення храмів у грі неможливим.